# 긴코두더지
긴코두더지(Euroscaptor longirostris)는 두더지과에 속하는 포유류의 일종이다. 중국의 토착종이다.